# دی‌اس۹
دی‌اس۹ یک خودروی شرکتی اتصال برقی دوگانه است که در سال ۲۰۲۰ توسط شرکت خودروسازی دی‌اس اتومبیلز معرفی شد. این خودرو اولین وسیله نقلیه این شرکت است که به اروپا و آسیا به بازار عرضه می‌شود اما فقط در چین مونتاژ می‌شود.

## معرفی
در ابتدا، این خودرو (با کد X83) قرار بود در آوریل ۲۰۱۹ در اتو شانگهای رونمایی شود، اما معرفی آن برای اولین بار در ماه نوامبر در نمایشگاه اتومبیل گوانگژو در چین رونمایی شد. همچنین قرار بود در نودمین دوره نمایشگاه اتومبیل ژنو نیز معرفی شود که به دلیل دنیاگیری کووید-۱۹ لغو شد. برخلاف دی‌اس۷ کراس‌بک که هم در فرانسه و هم در چین تولید می‌شود، دی‌اس۹ فقط در چین توسط کارخانه شنژن مونتاژ می‌شود.

## مشخصات فنی
DS 9 مبتنی بر پلت فرم EMP2 پی‌اس‌ای فنی مدولار گروه پی‌اس‌ای است. داشبورد آن تا حد زیادی از دی‌اس۷ کراس بک الهام گرفته‌است.

## موتورها
این خودرو فقط در نسخه پلاگین هیبرید با موتور بنزینی ۱٫۶ توربو و موتور الکتریکی ارائه می‌شود. خروجی ترکیبی سیستم موتور دی‌اس۹، ۲۲۵ اسب بخار است.